# Brauerei „Zum jungen Bären“

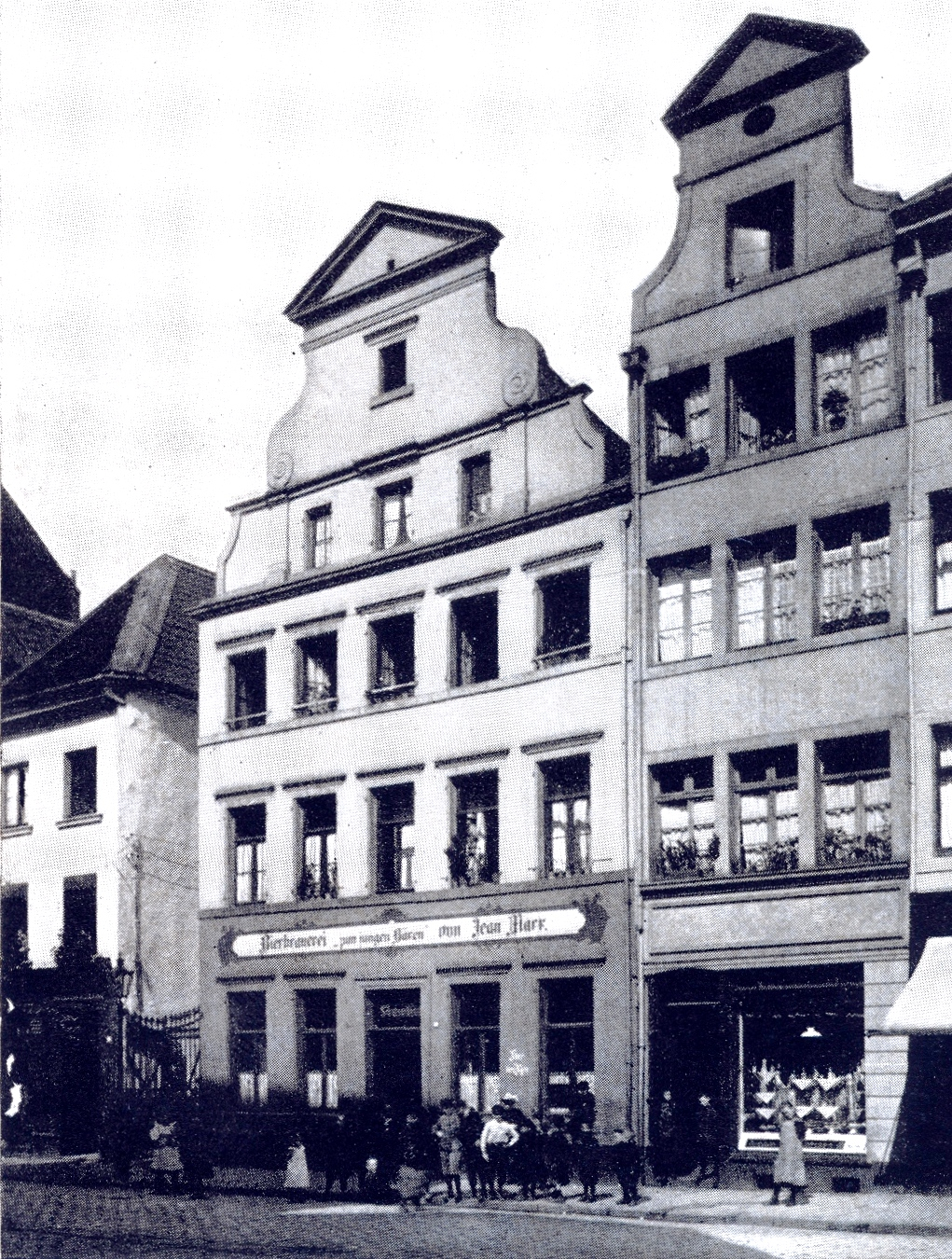
Brauerei „Zum jungen Bären“, Ratinger Straße 30 (Mitte)

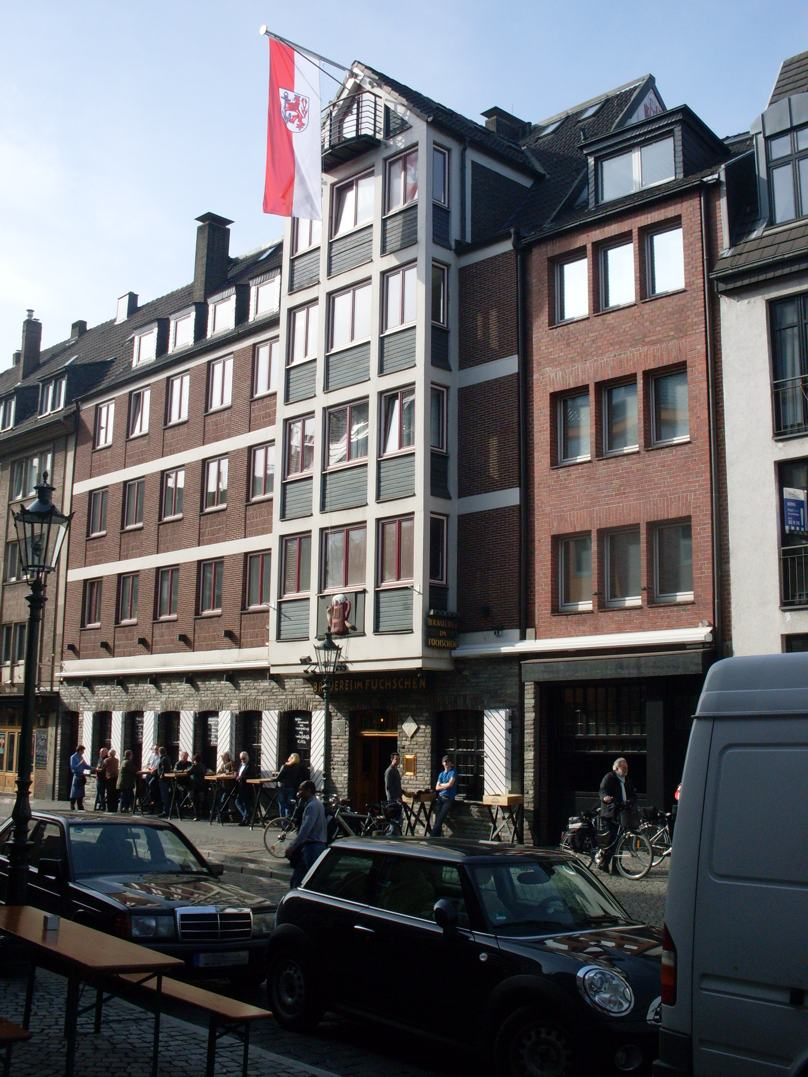
Brauerei im Füchschen heute, anstelle der Brauerei „Zum jungen Bären“

Die Brauerei „Zum jungen Bären“ war ein Gebäude an der Ratinger Straße 30 in der Düsseldorfer Altstadt. Das Haus ist sowohl historisch als auch kunstgeschichtlich von Bedeutung. Paul Sültenfuß und Josef Kleesattel würdigen das Haus. Paul Clemen erwähnt das Haus in Die Kunstdenkmäler der Stadt und des Kreises Düsseldorf.:

## Geschichte

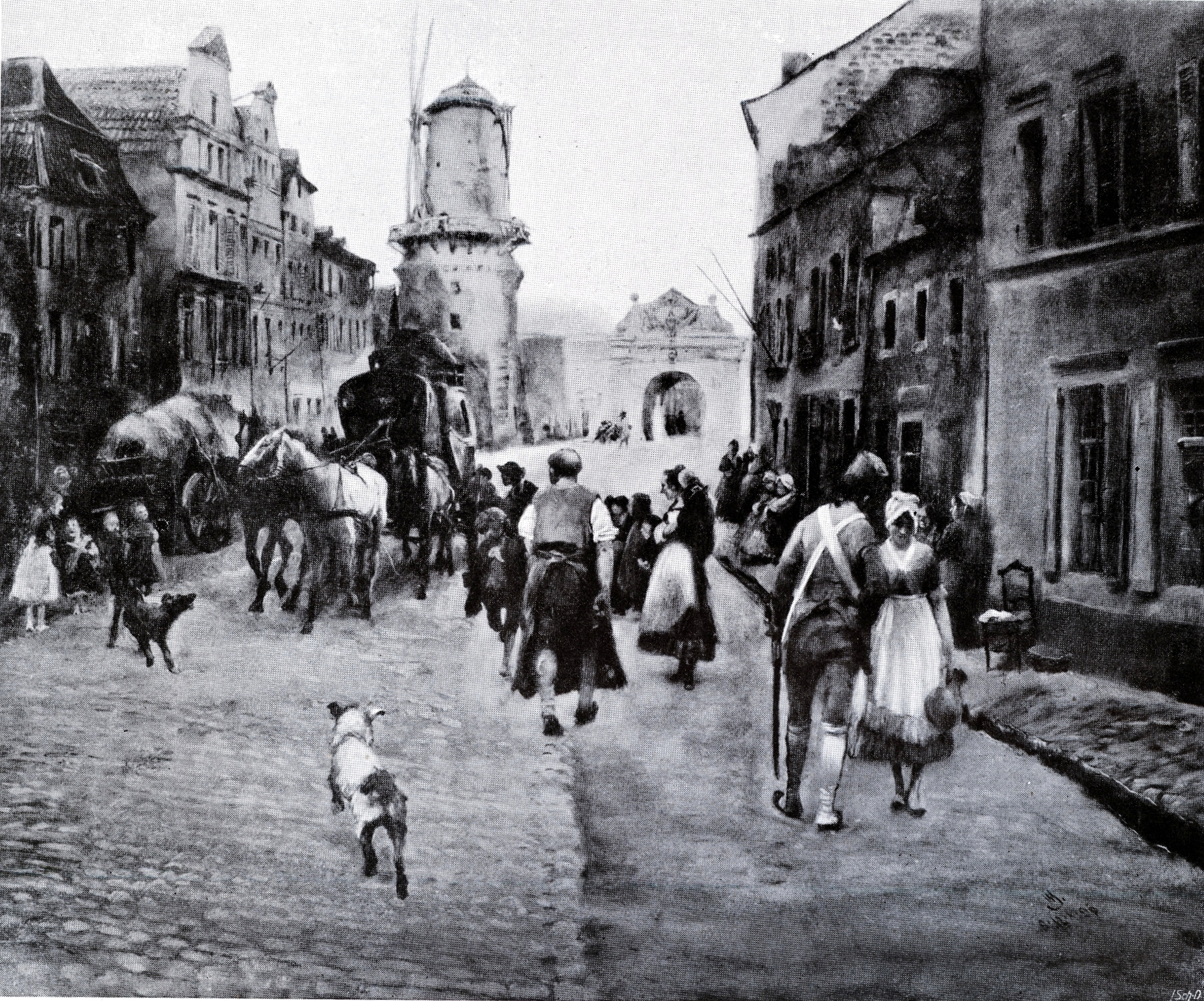
Die Brauerei „Zum jungen Bären“, links nach einem Gemälde von Wilhelm Schreuer

Das Haus hieß 1647 und noch 1715 „Zur blauen Hand“. 1682 gehörte es dem Diacon der reformierten Gemeinde und Bauschreiber Johann Loessen. Um 1746 gehörte das Haus dem kurfürstlichen Oberstlieutenant und Platzmajor Anton Wilhelm de Grann. Dieser ließ es zum Besuch des Kurfürsten Carl Theodor in Düsseldorf besonders prächtig schmücken:

„Vielfach wurde es angeführt, als Kurfürst Carl Theodor in Düsseldorf zu Besuch weilte, da es durch eine großangelegte Beleuchtung hervortrat. Vom First bis zur Erde erstrahlte es heller als das Tageslicht und verstreute einen sonnenmäßigen Glanz über die Ratinger Straße. Die Fensterrahmen prangten in blau-weißen Farben und über der Türe hing das Bildnis des kurfürstlichen Paares.“

„Bei der schon oftmals erwähnten grossen Beleuchtung zu Ehren des Herzogs Carl Theodor 1746 hat sich unser Haus […] besonders hervorgetan. Es scheine gleichsam […] einen sonnenmässigen Glanz über die Ratingerstrasse auszubreiten […] Selbiges Haus war von dem Kopf bis an die Erde in völligem Feuer. Die Fenster waren alle mit blau- und weissen beleuchteten Rahmen umgeben, und über denselben zeigten sich in goldenen Buchstaben-Zügen die Worte: ‚Vivat Carolus Theodorus et Maria Elisabetha Augusta‘. Oben der Türe sah man die höchsten Bildnisse beider Kurfürstlichen Durchlauchten zwischen vielem Zierrath, Bandelwerk und Maler-Ausschweifungen unter einem rotsatinen Thron-Himmel. Die Thür und das Unterhaus waren mit blau und weissen Pilastern und Gesimsen maquiert, und sogar das davor stehende Schilderhaus umgaben von unten bis oben so viele Lichter, dass man es eine brennende Schilderwachte hätte nennen können. So schön als das ganze Werk an sich war, so wurde es doch von dem über dem höchsten Gipfel des Hauses gestellten flammenden Vase besonders erhaben“

Dann hieß es nach der Brauerei „Zum jungen Bären“. 1806 war Christina de Grann Eigentümerin, 1813 gehörte Henrich Widenbusch das Haus, wohin er seine Wohnung und Branntweinbrennerei verlegte. Im Jahre 1887 ließ der Beigeordnete Feister durch die Feuerwehr unter Leitung des Brandmeisters Adam Baum das Dach abdecken, der rückwärtige Teil der Gaststätte wurde gesperrt. Der Wirt ließ darauf „italienische Nächte bei Lampionlicht“ veranstalten. Die Chronik beschreibt das Gebäude um 1929:

„Im jungen Bären, Ratinger Straße 30 verkehrte unter dem Brauer Jean Marx jahrzehntelang die Bohéme. Das Grundstück ging bis zur Ritterstraße durch, wo sich der vielgenannte „Bumskeller“ befand.“

Das Haus wurde später in die Brauerei „Im Füchschen“, Ratinger Straße Nr. 28 integriert.

## Kunstgeschichtliche Bedeutung
Verschiedene Baukünstler würdigen das Haus. So Paul Sültenfuß und Josef Kleesattel. Paul Clemen erwähnt das Haus in Die Kunstdenkmäler der Stadt und des Kreises Düsseldorf.:

„Daben kommen die geschweiften Giebel mit runden Abschlüssen, Voluten und Horizontalgesimsen vor. Guten Beispiele dieser Art sind die Häuser Ratingerstraße 30, die Bierbrauerei „zum jungen Bären“.“